# Театр и искусство
«Театр и искусство» — еженедельный иллюстрированный театральный журнал, выпускавшийся в 1897—1918 годах в Санкт-Петербурге (с 1914 — в Петрограде).
Журнал освещал деятельность столичных и провинциальных театров России, давал информацию о зарубежных театрах. Занимал позиции реалистического искусства, борясь с декадентством и модернизмом на сцене. Долгое время выступал против Московского Художественного театра, не сразу оценив прогрессивную деятельность последнего.
Журнал выпускал ряд приложений, среди которых: «Библиотека журнала „Театр и искусство“» (сборники пьес, нот, театральных мемуаров) и «Словарь сценических деятелей» (вышло 16 выпусков, до буквы М).